# سبط ابن الجوزي
يوسف بن قزغلي بن عبد الله. الإمام، الواعظ، المؤرخ شمس الدين، أبو المظفر التركي ثم البغدادي العوني الحنفي (توفي 654 هـ/1256 م)، اشتهر بـ «سِبطُ ابنِ الجوزيِّ»، أبو المظفر، وهو أحد علماء المسلمين المشهورين. سمع من: جده، وعبد المنعم بن كليب، وعبد الله بن أبي المجد الحربي، وبالموصل من: أبي طاهر أحمد، وعبد المحسن ابني الخطيب عبد الله بن أحمد الطوسي، وبدمشق من: عمر بن طبرزد، وأبي اليمن الكندي، وأبي عمر بن قدامة، وغيرهم. روى عنه: المعز عبد الحافظ الشروطي، والزين عبد الرحمن بن عبيد، والنجم موسى الشقراوي، والعز أبو بكر بن عباس بن الشائب، والشمس محمد بن الزراد، والعماد محمد بن البالسي، وجماعة. وكان إماما، فقيها، واعظا، وحيدا في الوعظ، علامة في التاريخ والسير، وافر الحرمة، محببا إلى الناس، حلو الوعظ، لطيف الشمائل، صاحب قبول تام.

## توضيح
كان سِبط ابن الجوزي حفيد العالم الحنبلي الكبير ابن الجوزي (حيث قد يحصل ارتباك بينهما)، المعروف لأعماله، مثل: زاد المسير في علم التفسير، وصيد الخاطر.
اسمه «سبط ابن الجوزي» يدل على أنه سبطه (أي ابن بنته).

## سيرته
ولد في بغداد وتمذهب في بداية حياته بالمذهب الحنبلي لكنه عندما هاجر إلى الموصل مع عائلته تحول إلى المذهب الحنفي. لم يمارس سبط ابن الجوزي الفقه فقط بل تعدى ذلك إلى التأريخ فكتب كتابه المشهور مرآة الزمان المكون من أربعين جزءا.
توفي في دمشق، في منزله أعلى جبل قاسيون ودفن هناك.

## أعماله
- مرآة الزمان في تواريخ الأعيان، كتاب في التاريخ.[9]، الانتصار والترجيح للمذهب الصحيح[10]
- الانتصار والترجيح للمذهب الصحيح، كتاب في تبيين محاسن مذهب أبي حنيفة.
- تذكرة الخواص المعروف بتذكرة خواص الأمة في خصائص الأئمة، كتاب في فضل رابع الخلفاء الراشدين الإمام علي بن أبي طالب.
- وسائل الأسلاف إلى مسائل الخلاف، كتاب في الفقه المقارن، أراد فيه ابن الجوزي أن يجمع آراء المذهب الحنفي، مذهبه، والأدلة عليه ويرد على الأدلة والآراء المخالفة لمذهبه، وقد استخدم حرف «ع» لقوله «لم يصح» وحرف «س» يعني «لا يثبت»، وظهر تعصبه لمذهبه في بعض المسائل.
- إيثار الإنصاف في آثار الخلاف، كتاب في الفقه المقارن تطرق فيه مؤلفه إلى أغلب الأبواب الفقهية من العبادات والمعاملات وبالرغم من تنوع موضوعاته إلا أنه كتاب مختصر يستطيع القارئ أن يكون منه فكرة مجملة واضحة عن المواضيع المختلف فيها بين الفقهاء وسبب اختلافهم.[11]

## أقوال العلماء فيه
ميزان الاعتدال: الذهبي: الجزء4 صفحة 471 // 9880 - يوسف بن قزغلى الواعظ المؤرخ شمس الدين، أبو المظفر، سبط ابن الجوزي. روى عن جده وطائفة، وألف كتاب مرآة الزمان، فتراه يأتي فيه بمناكير الحكايات، وما أظنه بثقة فيما ينقله، بل يجنف ويجازف، ثم إنه ترفض. وله مؤلف في ذلك. نسأل الله العافية مات سنة أربع وخمسين وستمائة بدمشق. قال الشيخ محيي الدين السوسي: لما بلغ جدي موت سبط ابن الجوزي قال: لا، كان رافضيا
قلت: كان بارعا في الوعظ ومدرسا للحنفية
منهاج السنة النبوية الجزء الرابع صفحة 86 // وقوله إن ابن الجوزي رواه بإسناده أن أراد العالم المشهور صاحب المصنفات الكثيرة أبا الفرج فهو كذب عليه إن أراد سبطه يوسف بن قز أو إلى صاحب التاريخ المسمى بمرآة الزمان وصاحب الكتاب المصنف في الاثنى عشر الذي سماه إعلام الخواص فهذا الرجل
يذكر في مصنفاته أنواعا من الغث والسمين ويحتج في أغراضه بأحاديث كثيرة ضعيفة وموضوعة وكان يصنف بحسب مقاصد الناس يصنف للشيعة ما يناسبهم ليعوضوه بذلك ويصنف على مذهب أبي حنيفة لبعض الملوك لينال أغراضه فكانت طريقته الواعظ الذي قيل له ما مذهبك قال في أي مدينة
ولهذا يوجد في بعض كتبه ثلب الخلفاء الراشدين وغيرهم من الصحابة  لأجل مداهنة من قصد بذلك من الشيعة ويوجد في بعضها تعظيم الخلفاء الراشدين وغيرهم.